# 野田ゲー
野田ゲー（のだげー）は、吉本興業所属のお笑いコンビ「マヂカルラブリー」の野田クリスタルが制作したゲームの通称および総称。
本項目では2021年4月29日に発売されたNintendo Switch用ソフト『スーパー野田ゲーPARTY』、2022年7月28日に発売された『スーパー野田ゲーWORLD』、2024年12月19日に発売された『スーパー野田ゲーMAKER』についても記述する。

## 概要
- 野田はもともと格闘ゲームが得意であったり[1]、東方Projectのファン[2][3]だったりと大のゲーム好きであった。それが高じて独学でゲームプログラミングを習得し、中学生の頃から自作ゲームを開発している[4]。開発したゲームは「野田ゲー」と称されている。開発環境はHSP3[5][6][注 1]。
- 2016年12月30日（29日深夜）放送のTBSテレビ『あらびき団オールナイト祭!』で「ブロックくずして」を紹介以降、テレビ番組でもその特技を取り上げられることが増えた。
- 2019年9月27日に放送されたテレビ東京『勇者ああああ』の番組企画「野田ゲームショウ2019」をきっかけに、2019年10月11日『すごい事になりそうだ!!組体操合戦』の製品化が決定。2019年12月7日に株式会社ChronoJuvenile制作のもとiOS/Android向けゲームアプリとしてリリースされた。
- 2020年2月19日に『すごい事になりそうだ!!組体操合戦』の公式Twitterアカウントにて「野田ゲー製作委員会」の発足を発表。野田ゲー関連のグッズ製作・販売を株式会社ピア21が行うことが発表された[7]。
- 2020年3月8日、自作ゲーム実況ネタでR-1ぐらんぷり18代目王者となった。ネタで使用した野田ゲーは『もも鉄』と『モンスト』。
- 2021年8月19日、完全新作である『スーパー野田ゲーWORLD』の開発が決定した[8][9]。同時に、前作と同じくクラウドファンディングの実施も発表された[10]。

## 配信ゲーム一覧

### Hikaru Noda名義（配信中）
- ブロックくずして（野田ゲー）（iOS）
- 愛方さがし（iOS/Android）
- sushi（野田ゲー）（iOS）
- ボルダリング姉さん（野田ゲー）（iOS）

### ChronoJuvenile Inc.名義（製品化後）
- すごい事になりそうだ!!組体操合戦（iOS/Android）

## 未配信ゲーム一覧

### CD-ROM媒体（Windows専用）
2018年のルミネ単独ライブで発売。一部、吉本興業の劇場にて購入可能。
- グラジウス
- ブロックくずして
- ボルダリング姉さん
- モンスト（モンモンとするぜ！ストッキング姉さん）
- 大喜利（ワールド）

### 映像公開タイトル
SNSや野田クリスタルのYouTubeチャンネル、野田ゲー世界大会などで動画を公開中。
- めしパズル
- ブロックくずしてTurbo
- 野田ウォーク
- ディスリファイト
- ダイタクの達人
- もも鉄（太ももが鉄のように硬い男てつじ）
- まりかー（まぁむりかー）
- パクパクマン
- マッチョあつめ
- MIDDLE FINGER
- FF7
- 学校であった怖い話シューティング
- より目でしょうか、めっちゃ左見てるでしょうかゲーム
- 新モンスト（モンク無しよストーブの距離）
- リングフィットアドベンチャーいらず
- あつ森（あつまってくるファンにモルックを投げつけるさらば森田）

### 「ウチのガヤがすみません」番組内限定バージョン
日本テレビ系列「ウチのガヤがすみません」にて紹介。
- 梅沢ブロック崩し（ブロックくずして）
  - 2019年12月17日放送分にて神木隆之介がプレイ
- MCの達人（ダイタクの達人）
  - 2017年12月26日放送分にて桐谷美玲がプレイ
- タケルタンX
  - 2017年9月19日放送分にて佐藤健がプレイ

### 「アメトーーク!」限定バージョン
テレビ朝日系例「アメトーーク!」にて紹介。
- アメディウス
  - 2017年8月10日放送分にて宮迫博之がプレイ

### 「関ジャニ∞のジャニ勉」限定バージョン
関西テレビ「関ジャニ∞のジャニ勉」にて紹介
- クラディウス
  - 2020年12月24日放送分にて大倉忠義がプレイ

### 「さんまのまんま」限定バージョン
関西テレビ「さんまのまんま35周年SP」にて紹介
- さんまの大冒険
  - 番組内で明石家さんまがプレイ

### 企業とコラボバージョン
- 野田ゲー×キンカン
  - キンカンとコラボ。

- ニコチンたおして
  - NICOLESSとコラボしたブロックくずして。

## スーパー野田ゲーPARTY
『スーパー野田ゲーPARTY』（スーパーのだゲーパーティ）は、2021年4月29日に発売されたNintendo Switch用ダウンロードソフト。

### 概要（PARTY）
野田クリスタルと株式会社カヤックの後藤裕之が発起人となり、クラウドファンディング（後述）にて開発資金を募集し、約2,000人の支援者からの素材を元に開発した。野田ゲーのミニゲーム集となっており、16本を収録。M-1グランプリ2020の決勝ネタをゲーム化した「つり革」は優勝後に急遽追加した。

### 開発（PARTY）
2020年3月、コロナ禍において、世の中を少しでも明るくしたいと考えるカヤックが、友達と会えなくても一緒に楽しめるゲームを開発しようと、「いつでも、どこでも、誰とでも」をテーマにNintendo Switch専用ゲームソフトとして、カヤックの香田遼平と後藤裕之を中心に企画。
同時期、R-1ぐらんぷりで自作のゲーム実況ネタで優勝した野田クリスタルに協働でのゲーム開発を提案し、野田の「自分が考えたゲームがたくさん詰まったスーパー野田ゲーパーティーをSwitchで出したい」という提案により、本ソフトのプロジェクトが開始した。
7月21日、カヤックと吉本興業は吉本興業が運営するクラウドファンディングサイト・SILKHAT（現・FANY Crowdfunding）で『スーパー野田ゲーPARTY』の開発に向けたクラウドファンディングを開始した。9月14日に終了し、目標の400万円を大きく上回る1千3百万円超（13,573,000 円）を集めた。当初の発売予定時期は2021年3月だった。
2021年4月19日、吉本興業は発売日が4月29日に正式に決定したと発表した。
5月7日、吉本興業は販売本数が1週間で5万本を達成したと発表した。また、アップデートで2タイトルのゲーム追加を予定していると発表した。
2021年8月19日、YouTubeにて「重大発表記者会見」と題した生配信を行い、吉本興業による新サービス「FANY GAMES」の設立、その第一弾プロジェクトとして2022年に『スーパー野田ゲーPARTY』の続編である『スーパー野田ゲーWORLD』をリリースする事を発表した。前作同様、クラウドファンディングを募集し、発表からわずか一日半で目標金額である1357万3000円を達成した。

### 収録作品（PARTY）
- つり革
- 将棋II
- 音声衰弱
- ボタン遠すぎじゃない!? 早押しクイズ
- 凄六
- まぁまぁあぶないじゃん
- マシュマロいくら焼けるかな
- 〜GALS FIGHTER〜 応援
- 次おります早押しクイズ
- おたけさいこっちょーゲーム
- 世直しすゑひろがりず
- 新・干支レース
- オニオンクエスト
- 太ももが鉄のように硬い男てつじ 令和も! 平成も! 昭和も!
- スーパーブロックくずして（デッカチャン）
- ボルダリング姉さん 〜アルティメット・エディション〜

アップデートによる追加作品
- 漫才王
- 人面ニャ

## スーパー野田ゲーWORLD
『スーパー野田ゲーWORLD』（スーパーのだゲーワールド、英：Super Nodage World）は、2022年7月28日に発売されたNintendo Switch用ゲームソフト。

### 概要（WORLD）
2021年8月に開発が決定し同時にクラウドファンディングも開始された。
2022年3月12日、ゲームファンの投票によって2021年のベストゲームを選ぶ「ファミ通・電撃ゲームアワード2021」での配信番組の中で、本ソフトの詳細な情報が公開された。
当初は日本のみの発売だったが、2024年11月28日に、韓国、香港、ヨーロッパ/オーストラリア、アメリカでも発売された。

### 開発（WORLD）
開発にはクラウドファンディングでの支援者から提供された素材等が使われており、多種多様なゲームを収録している。
出資者から寄せられた素材は、コンプライアンス的に問題がなければ基本的にはすべて使われ、中には野田が驚くほどの緻密な企画書もあったという。

### 収録作品（WORLD）
- 邪道バース
- 信〜NOBU〜
- みんなのつり革
- ナガイアス
- クラウドファンタジー
- Ashi Kogi Racing
- マッチョあつめ
- スーパー音声衰弱
- 仕分け SHIWAKE
- 回転めし
- 大乱闘 ブロックくずして
- 将棋III
- THE 芸人
- 動・級・生
- 無理して集まらなくていいよ どうぶつの国
- つめあつめ
- コマンド長すぎだぜ！技 出なさすぎ君
- The 連射
- やせちゃうよ
- オレたち億り人

今作では世界中のプレイヤーとオンライン対戦を楽しめるのが最大の特徴となっている。

## スーパー野田ゲーMAKER
『スーパー野田ゲーMAKER』（スーパーのだゲーメーカー）は、2024年12月19日に発売されたNintendo Switch用ゲームソフト。

### 概要（MAKER）
2023年9月15日放送のラジオ番組『マヂカルラブリーのオールナイトニッポン0(ZERO)』（ニッポン放送）の中で発表され、同日にクラウドファンディングも開始された。
野田ゲー生成システム「野田AI」を活用し、提示される質問に答えるだけで簡単にゲームをつくることができるという趣向の作品。作成したゲームはオンライン上で公開でき、他のユーザーの作品をカスタマイズする二次創作も可能。野田クリスタルやプロのゲームクリエイターなどが作成したゲームも発売日から公開された。